# 熊本市立城南中学校
熊本市立城南中学校（くまもとしりつ じょうなんちゅうがっこう）は、熊本県熊本市南区八幡八丁目にある公立中学校。
6・3制実施により設立された熊本市立中学校9校のうちの1つ。

## 沿革
- 1947年（昭和22年）
  - 熊本市立力合中学校として開校
  - 熊本市立城南中学校に改称
- 1993年（平成5年） - 熊本市立力合中学校を分離
- 1994年（平成6年） - 熊本市立日吉中学校を分離

## 歴代校長
- 1947年（昭和22年） - 初代校長 山崎貞士
- 1955年（昭和30年） - 第2代校長 清永裁介
- 1958年（昭和33年） - 第3代校長 鹿江二夫
- 1960年（昭和35年） - 第4代校長 久保茂
- 1964年（昭和39年） - 第5代校長 宮崎秀人
- 1969年（昭和44年） - 第6代校長 馬場新
- 1971年（昭和46年） - 第7代校長 高野正勝
- 1974年（昭和49年） - 第8代校長 森川力
- 1976年（昭和51年） - 第9代校長 宇野一也
- 1981年（昭和56年） - 第10代校長 吉永時男
- 1986年（昭和61年） - 第11代校長 林田光
- 1990年（平成2年） - 第12代校長 槌田紘基
- 1993年（平成5年） - 第13代校長 吉野邦昭
- 1995年（平成7年） - 第14代校長 藤本精志
- 1998年（平成10年） - 第15代校長 内藤稔
- 2000年（平成12年） - 第16代校長 宇藤元文
- 2003年（平成15年） - 第17代校長 佐竹博
- 2009年（平成21年） - 第18代校長 河内敏博

## 委員会
- 生活委員会
- 美化委員会
- 体育委員会
- 保健委員会
- 図書委員会
- 環境委員会
- 給食委員会
- 放送委員会

## クラブ活動

### 運動部
- バスケットボール部
- バレーボール部
- 陸上部
- ソフトテニス部
- バドミントン部
- 野球部
- サッカー部
- 卓球部
- 剣道部

### 文化部
- 吹奏楽部
- 美術部

## 著名な出身者
- 上田啓介 - ローカルタレント
- 上田晋也 - お笑いタレント（くりぃむしちゅー）
- 大田黒浩一 - ローカルタレント
- 奥田圭 - ローカルタレント
- 坂口恭平 - 建築家、作家
- 田中大輝 - プロ野球選手（読売ジャイアンツ）
- 土肥洋一 - 元プロサッカー選手（東京ヴェルディコーチ）
- ばってん城次 - ローカルタレント
- 広瀬大志 - 詩人
- 宮家江美 - 柔道家
- 道脇豊 -  プロサッカー選手

## 学校周辺
- 九州旅客鉄道鹿児島本線 川尻駅
- 熊本県立熊本農業高等学校
- 南区役所 南部出張所
- 国道3号